# علف‌انبانی استرالیایی
انبانی، پشه گیر، آتریکالاریا استرالیایی (نام علمی: Utricularia australis)، نام مترادف (نام علمی: utricularia neglecta) نام یک گونه از سرده علف‌انبانی است.